# Chính Lam kỳ
Chính Lam kỳ (tiếng Mãn: ᡤᡠᠯᡠ
ᠯᠠᠮᡠᠨ

Chính Lam kỳ

ᡤᡡᠰᠠ, Möllendorff: gulu lamun gūsa, Abkai: gulu lamun gvsa, chữ Hán: 正藍旗, tiếng Anh: Plain Blue Banner) là một kỳ trong chế độ Bát Kỳ của Thanh triều, lấy cờ sắc xanh thuần làm tên gọi và được thống lĩnh bởi Kỳ chủ, cùng với Chính Hồng kỳ, Tương Bạch kỳ, Tương Hồng kỳ và Tương Lam kỳ được xưng Hạ Ngũ kỳ. Trước thời Thuận Trị, Chính Lam kỳ thuộc Thượng Tam kỳ, sau đó do Đa Nhĩ Cổn thống lĩnh Chính Bạch kỳ nên Chính Bạch kỳ chuyển lên Thượng Tam kỳ, còn Chính Lam kỳ chuyển xuống Hạ Ngũ kỳ.

## Thông tin

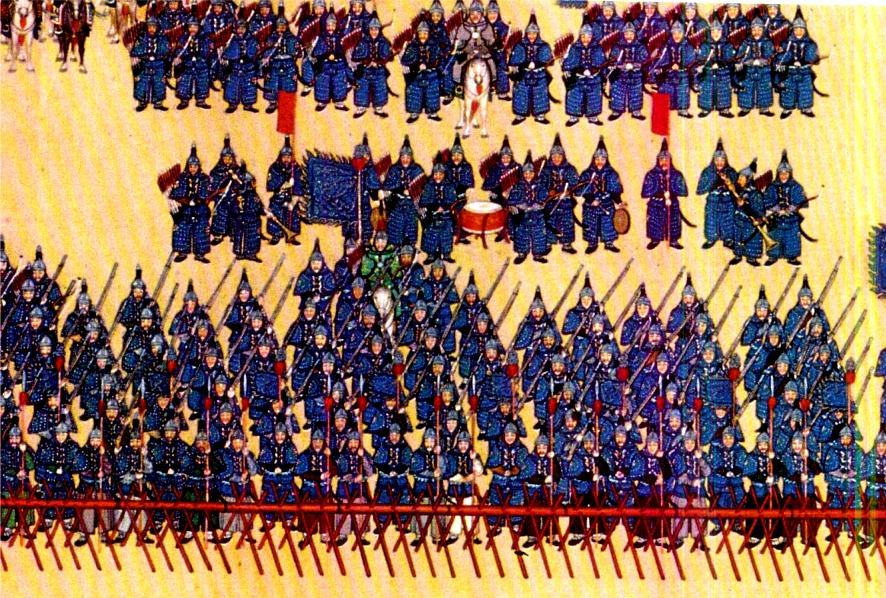
Thanh Cao Tông Càn Long Đế kiểm duyệt tướng sĩ Chính Lam kỳ

Chính Lam kỳ được phân thành 3 bộ phận: Mãn Châu, Mông Cổ và Hán quân. Ban đầu, Kỳ chủ của Chính Lam kỳ chính là Mãng Cổ Nhĩ Thái - một trong Tứ đại Bối lặc là đảm nhiệm.
Năm Thiên Thông thứ 6 (1632), Mãng Cổ Nhĩ Thái bị hoạch tội cách chức, Chính Lam kỳ liền do Đại hãn Hoàng Thái Cực đích thân thống soái, trở thành một trong Thượng Tam kỳ.
Thẳng đến khi Thuận Trị kế vị, Duệ Thân vương Đa Nhĩ Cổn nhiếp chính, ông liền đem Chính Bạch kỳ do mình quản lý chuyển lên Thượng Tam kỳ, còn Chính Lam kỳ chuyển xuống Hạ Ngũ kỳ. Đa Nhĩ Cổn giao vị trí Kỳ chủ Chính Lam kỳ cho em trai là Đa Đạc. Đa Đạc làm Kỳ chủ được 1 năm thì qua đời, do con trai là Đa Ni thừa kế vị trí Kỳ chủ.
| Binh lực                                                          | Tổng nhân khẩu | Kỳ chủ        | Lĩnh chủ                     |
| ----------------------------------------------------------------- | -------------- | ------------- | ---------------------------- |
| 83 Tá lĩnh, 11 bán phân Tá lĩnh, binh lực ước chừng 38,000 tả hữu | Khoảng 250,000 | Dự Thân vương | Duệ Thân vương Di Thân vương |

## Danh nhân thuộc Chính Lam kỳ
Mãn Châu
- Mãng Cổ Nhĩ Thái
- Đạt Hải
- Hoài Tháp Bố
- Kỳ Anh
- Khải Công
- Hoằng Trú

Mông Cổ
- Tái Thượng A

Hán Quân
- Triệu Nhĩ Tốn
- Triệu Nhĩ Phong

Trung Hoa Dân Quốc
- Lưu Tương Tân (từng nhậm chức Quốc An hội Bí thư Xử trường)